# Liste von Persönlichkeiten der Stadt Aosta
Diese Liste enthält in Aosta geborene Persönlichkeiten sowie solche, die in Aosta gewirkt haben, dabei jedoch andernorts geboren wurden. Die Liste erhebt keinen Anspruch auf Vollständigkeit.

## In Aosta geborene Persönlichkeiten

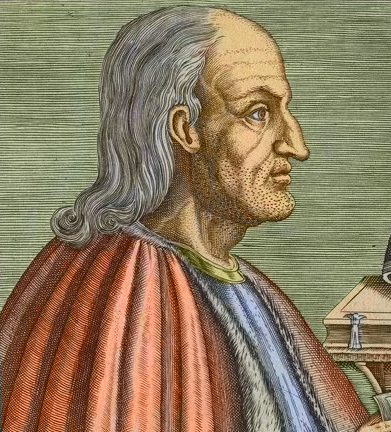
Anselm von Canterbury

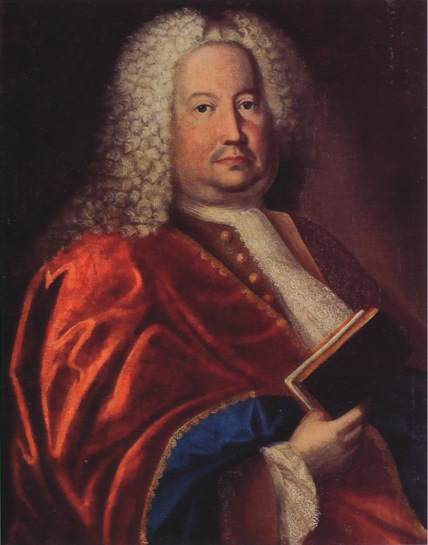
Jean-Baptiste de Tillier

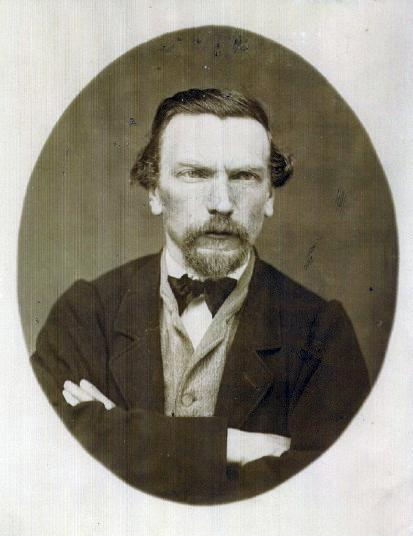
Innocenzo Manzetti

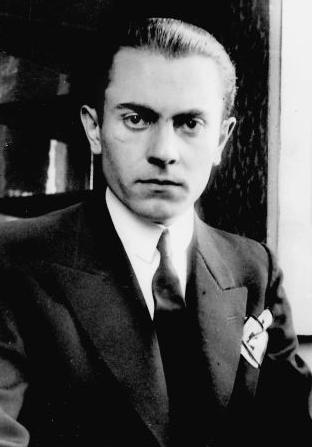
Giovanni Bassanesi

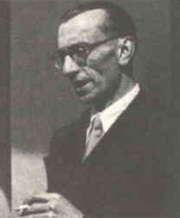
Federico Chabod

### Bis 1899
- Anselm von Canterbury (≈1033–1109), Theologe, Abt, englischer Erzbischof
- Anselm de Craon († 1148), kirchlicher Würdenträger des Hochmittelalters
- Jean-François Salvard (≈1530–1585), evangelischer Geistlicher
- Jean-Baptiste de Tillier (1678–1744), Staatsbeamter und Historiker
- Innocenzo Manzetti (1826–1877), Wissenschaftler und Erfinder

### 1901 bis 1970
- Federico Chabod (1901–1960), Historiker
- Natalino Sapegno (1901–1990), Romanist, Italianist und Literaturwissenschaftler
- Giovanni Bassanesi (1905–1947), Fotograf und Antifaschist
- Robert Berton (1909–1998), Historiker, Denkmalpfleger und Volkskundler
- Joseph Henriet (* 1945), Politiker und frankoprovenzalischer Sprachaktivist
- Roselda Joux (* 1950), Skirennläuferin
- Abele Blanc (* 1954), Bergsteiger
- Piero Chiambretti (* 1956), Fernsehregisseur und Fernsehmoderator
- Franco Lovignana (* 1957), römisch-katholischer Bischof
- Marco Albarello (* 1960), Skilangläufer
- Silvia Marciandi (* 1963), Freestyle-Skierin
- Roberta Brunet (* 1965), Langstreckenläuferin
- Marco Baldi (* 1966), Basketballspieler und Sportdirektor
- Gabriella Carrel (* 1966), Skilangläuferin
- René Roux (* 1966), römisch-katholischer Kirchenhistoriker

### 1971 bis 1980
- Katja Centomo (* 1971), Schriftstellerin und Grafikerin
- Nicoletta Spelgatti (* 1971), Rechtsanwältin und Politikerin
- Christiane Dunoyer (* 1972), Anthropologin und Dialektologin der frankoprovenzalischen Sprache
- Patrick Favre (* 1972), Biathlet
- Margherita Parini (* 1972), Snowboarderin
- Jean Pellissier (1972–2023), Skibergsteiger
- Mirko Vuillermin (* 1973), Shorttracker
- Simona Martin (* 1975), Naturbahnrodlerin
- Gloriana Pellissier (* 1976), Skibergsteigerin
- Sonia Viérin (* 1977), Skirennläuferin
- René-Laurent Vuillermoz (* 1977), Biathlet
- Dennis Brunod (* 1978), Skibergsteiger, Laufsportler und Skyrunner
- Eddy Perrin (* 1978), Naturbahnrodler
- Simone Origone (* 1979), Geschwindigkeitsskifahrer
- Sergio Pellissier (* 1979), Fußballspieler

### 1981 bis 1990
- Diodato (* 1981), Popsänger und Songwriter
- Chiara Raso (* 1981), Skibergsteigerin
- Roberto Serra (* 1982), Shorttracker
- Denis Trento (1982–2024), Skibergsteiger
- Elisa Brocard (* 1984), Skilangläuferin
- Paolo De Ceglie (* 1986), Fußballspieler
- Federico Raimo (* 1986), Snowboarder
- Charlotte Bonin (* 1987), Triathletin
- Ivan Origone (* 1987), Alpin- und Geschwindigkeitsskifahrer
- Fabio Cordi (* 1988), Snowboarder
- Luca Matteotti (* 1989), Snowboarder
- Xavier Chevrier (* 1990), Bergläufer
- Federico Pellegrino (* 1990), Skilangläufer

### Ab 1991
- Nicole Gontier (* 1991), Biathletin
- Martina Caregaro (* 1992), Tennisspielerin
- Thierry Chenal (* 1992), Biathlet
- Francesco Gabriele Frola (* 1992), Balletttänzer
- Francesca Baudin (* 1993), Skilangläuferin
- Francesco De Fabiani (* 1993), Skilangläufer
- Henri Battilani (* 1994), Skirennläufer
- Mark Chanloung (* 1995), italienisch-thailändischer Skilangläufer
- Michela Carrara (* 1997), Biathletin
- Eleonora Marchiando (* 1997), Leichtathletin
- Samuela Comola (* 1998), Biathletin
- Calvin Bassey (* 1999), Fußballspieler
- Didier Bionaz (* 2000), Biathlet
- Iacopo Leonesio (* 2000), Biathlet
- Hans Nicolussi (* 2000), Fußballspieler
- Beatrice Trabucchi (* 2000), Biathletin
- Sophie Mathiou (* 2002), Skirennläuferin
- Gaia Tormena (* 2002), Mountainbikerin
- Martina Trabucchi (* 2002), Biathletin
- Filippo Agostinacchio (* 2003), Radrennfahrer
- Nicolò Betemps (* 2003), Biathlet
- Nicolò Savona (* 2003), Fußballspieler

## Berühmte Einwohner von Aosta
- Gratus von Aosta (≈ † 470), Bischof und Schutzpatron von Aosta
- Ursus von Aosta (≈ † 529), Heiliger der katholischen Kirche
- Georges Carrel (1800–1870), Geistlicher, Naturwissenschaftler und Alpinist
- Anaïs Ronc-Désaymonet (1890–1955), Lehrerin und Schriftstellerin
- Emile Chanoux (1906–1944), Notar, Politiker und Widerstandskämpfer
- Aimé-Pierre Frutaz (1907–1980),  Geistlicher und Kirchenhistoriker
- Alexis Bétemps (* 1944), Historiker, Ethnologe und Politiker